# Ymnighetsgudinnan

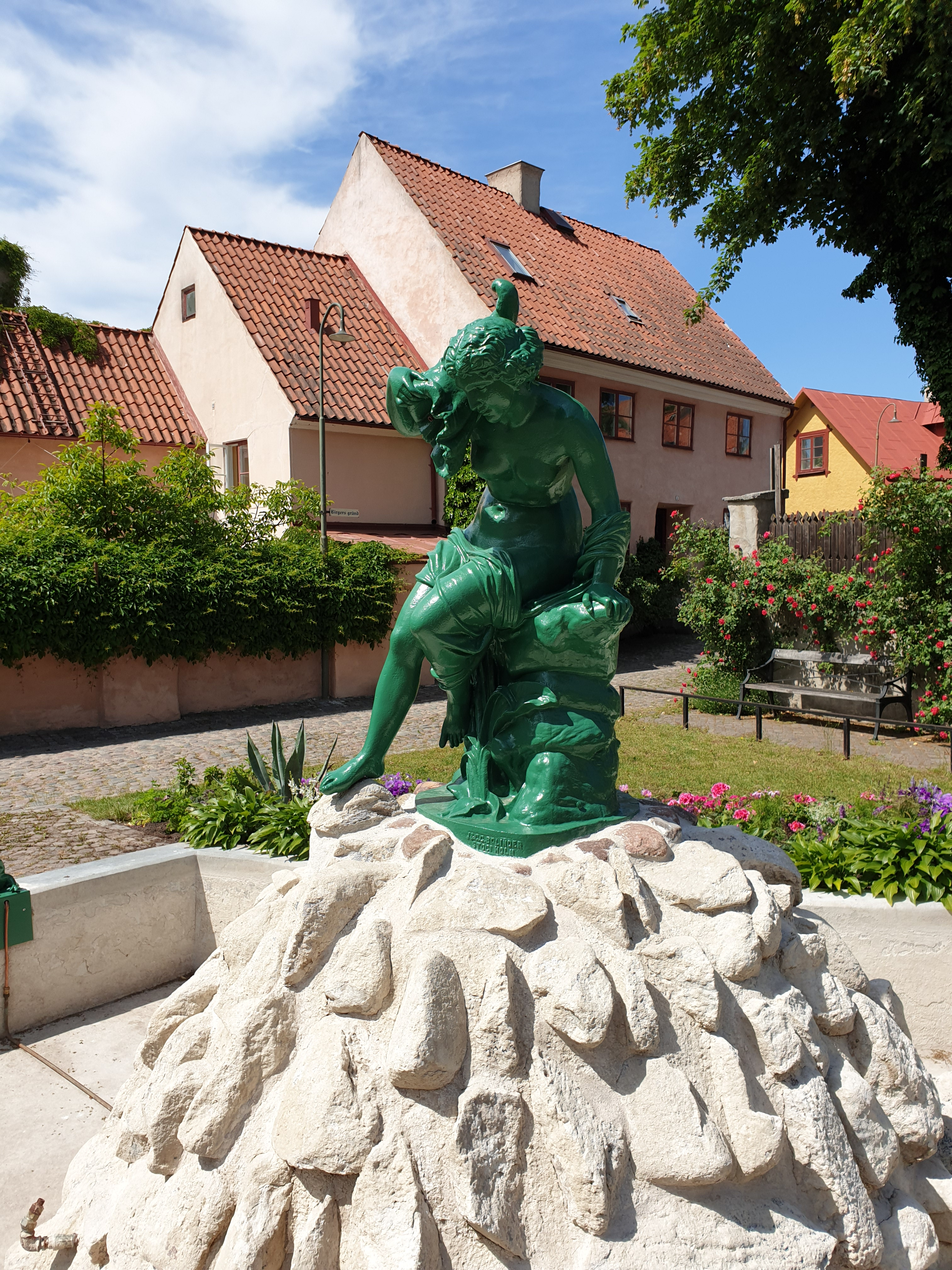
Ymnighetsgudinnan har stått på Packhusplan sedan 1899.

Ymnighetsgudinnan är en staty av bemålat gjutjärn som sedan 1899 står på Packhusplan i Visby.Den så kallade "Vattenkonsten" spelade första gången i fullständigt skick på Packhusplan den 23 juli 1899. Upphovsmän var ingenjör Börring och artisten Karl Romin. Skulpturen är en beställning av den franske konstnären Pierre Loisons verk "Ung kvinna med trumpetsnäcka", även kallad vattenkonst nr 12 i broschyren. Statyn är gjuten av Bolinders mekaniska verkstad i Stockholm och är det äldsta verket i Region Gotlands konstsamling.
Länge trodde man att statyn var skapad av den gotländske konstnären Karl Romin, men i samband med en restaurering 2019 fann man att statyn var köpt på postorder för en tusenlapp. Liknande skulpturer står också på flera andra torg.

## Bildgalleri

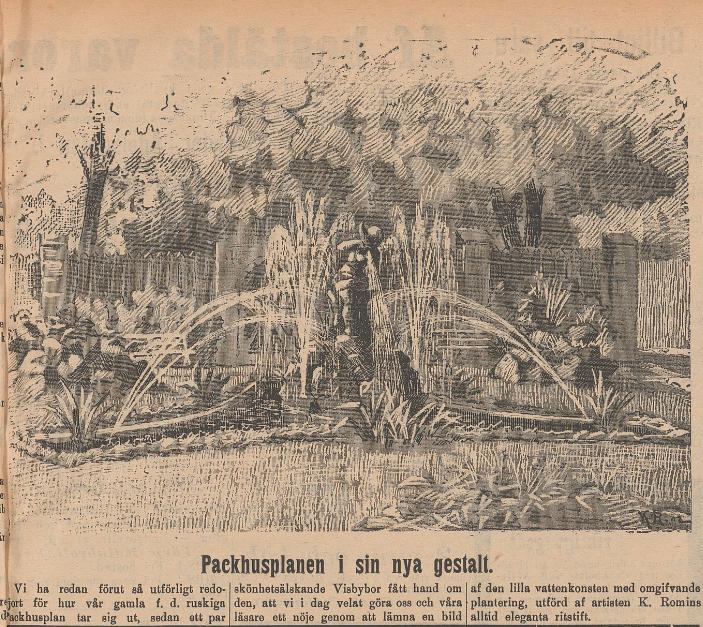
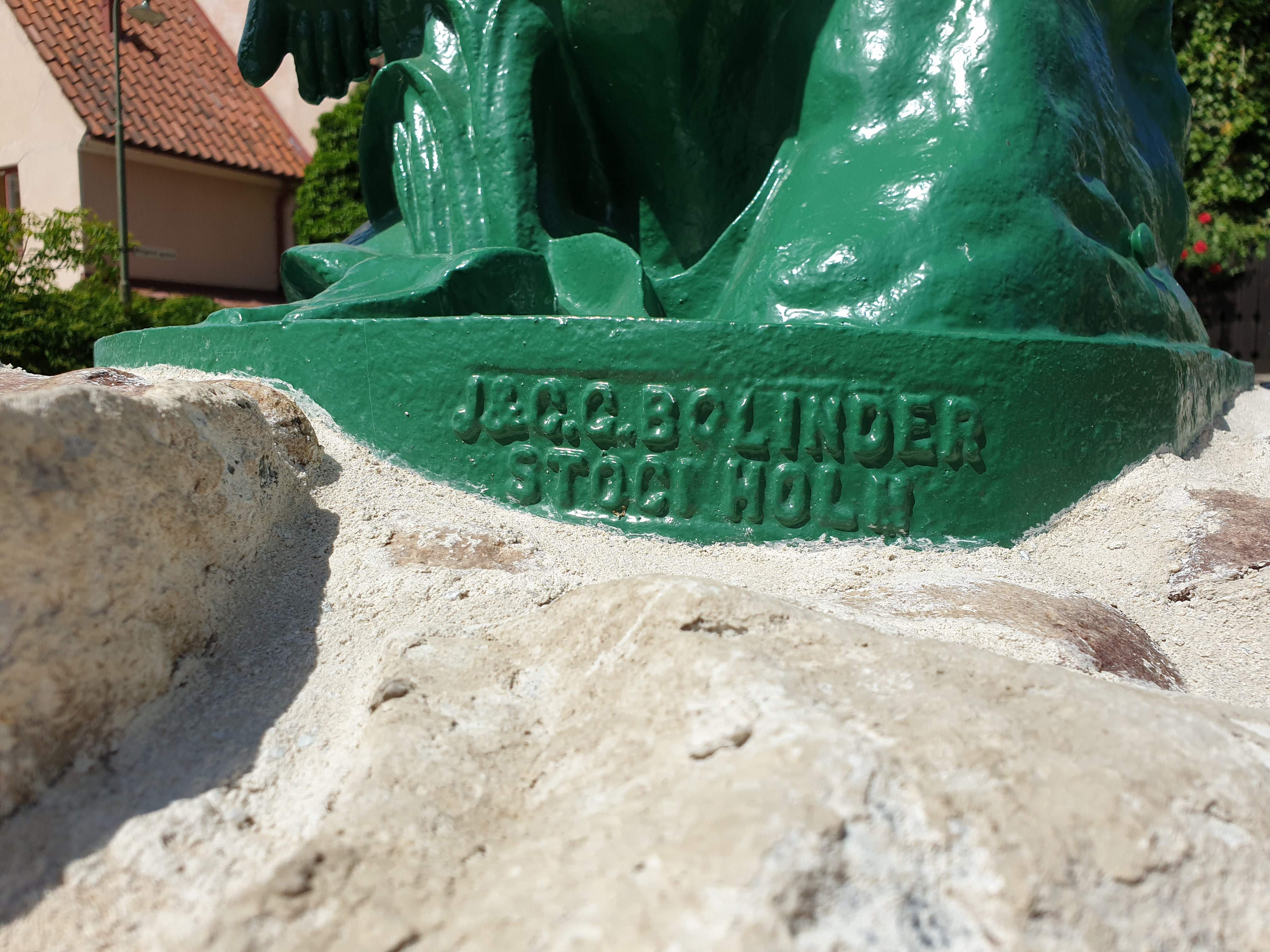
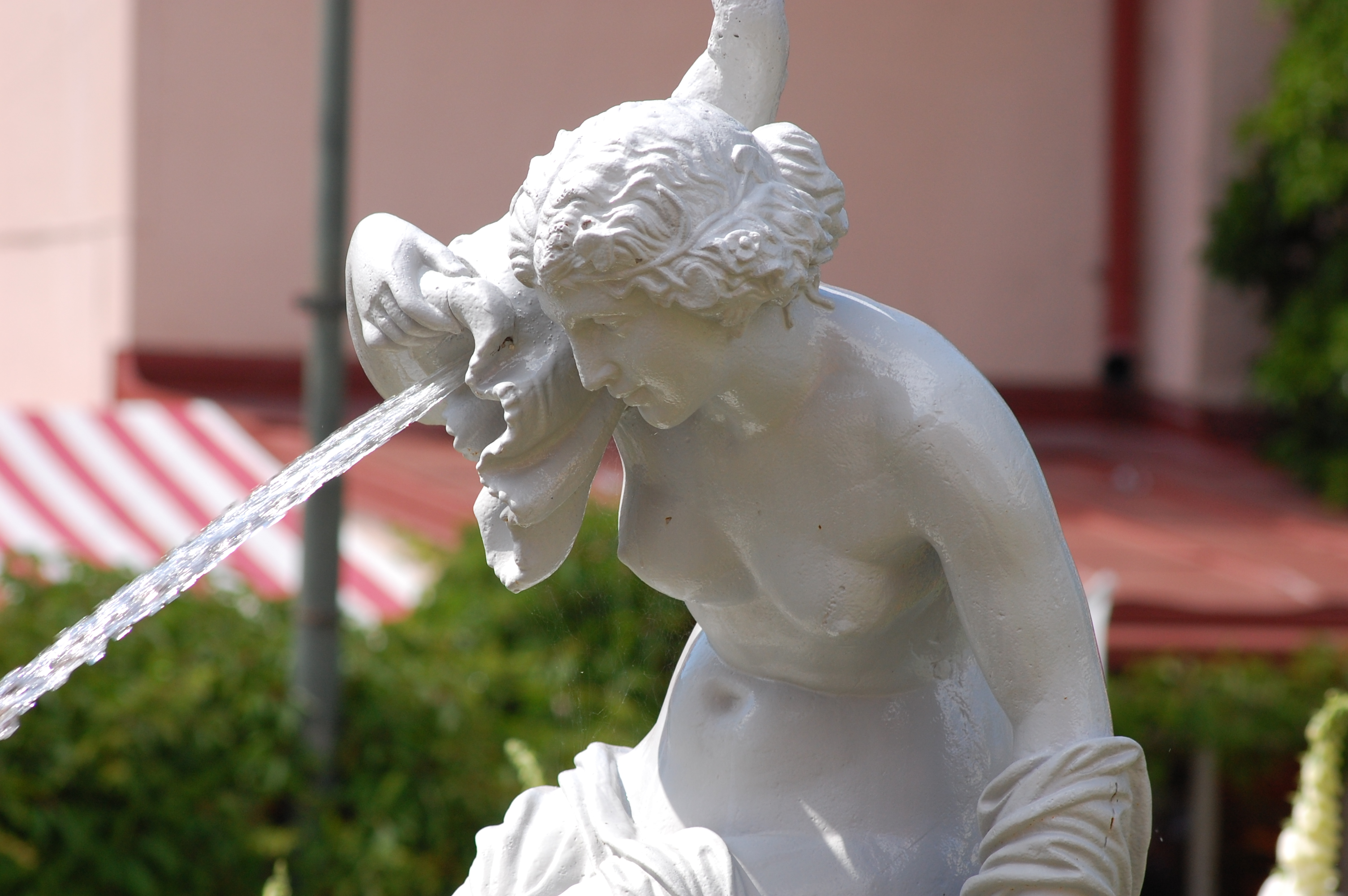